# Masteria simla
Masteria simla – gatunek pająka z rodziny Dipluridae i podrodziny Masteriinae. Występuje endemicznie na Trynidadzie.

## Taksonomia
Gatunek ten opisany został po raz pierwszy w 1967 roku przez Arthura Mertona Chickeringa pod nazwą Accola simla. Jako miejsce typowe wskazano William Beebe Tropical Research Station w Simli w gminie Arima w Trynidadzie i Tobago. Epitet gatunkowy pochodzi od lokalizacji typowej. Do rodzaju Masteria omawiany gatunek przeniesiony został w 1983 roku przez Paola Marcella Brignoliego.

## Morfologia
Pająk o ciele długości od 2,9 do 3,4 mm. Karapaks jest żółtawy. Ośmioro oczu rozmieszczonych jest w dwóch szeregach. Oczy pary tylno-środkowej leżą nieco bardziej z przodu niż pary tylno-bocznej. Szczękoczułki mają 10 ząbków na przedniej krawędzi bruzdy i 11 mniejszych ząbków w nasadowo-środkowej części bruzdy. Sternum i odnóża u samca są żółtawe, a u samicy białawe. Kolejność par odnóży od najdłuższej do najkrótszej to: IV, I, II, III. Odnóża pierwszej pary samca mają golenie z pierwszym wyrostkiem prolateralnym o formie silnej i wystającej ostrogi, drugim wyrostkiem prolateralnym o formie silnej ostrogi z lekko wystającą podstawą, a trzecim wyrostkiem prolateralnym o formie dwóch kolców na wspólnej, wystającej podstawie. Nadstopia pierwszej pary samca mają spłaszczony kolec nasadowy oraz wgłębienie nasadowe. Opistosoma (odwłok) jest białawo ubarwiona. Genitalia samicy zawierają dwie spermateki, każda złożona z dwóch płatów, z których wewnętrzny ma wydłużony przewód, a zewnętrzny przewód niewyraźny; między płatami leży mały region gruczołowy. Nogogłaszczki samca mają od 2,5 raza dłuższą od cymbium goleń z grupą od 30 do 35 tylno-bocznych kolców pośrodku, tak długie jak szerokie cymbium z czterema kolcami szczytowymi oraz gruszkowaty bulbus z wydłużonym tegulum, spłaszczoną apofizą paraemboliczną i dłuższym od niej, silnie zakrzywionym embolusem.

## Rozprzestrzenienie
Gatunek neotropikalny, karaibski, endemiczny dla północnego Trynidadu i Tobago w archipelagu Małych Antyli.